# Канезин Матос, Фернандо
Ферна́ндо Канези́н Ма́тос, более известный как просто Ферна́ндо Канези́н (порт. Fernando Canesin) (род. 27 февраля 1992, Рибейран-Прету, штат Сан-Паулу) — бразильский футболист, полузащитник клуба «Крисиума».

## Биография
На юношеском и молодёжном уровне Фернандо Канезин на родине занимался в школах «Палестры» (Сан-Бернарду-ду-Кампу), «Рио-Бранко» (Американа) и «Оле Бразил». В 2009 году попал в академию бельгийского «Андерлехта». На взрослом уровне дебютировал в чемпионате Бельгии 17 мая 2011 года. «Андерлехт» дома уступил «Локерену» со счётом 3:4. В сезоне 2011/12 стал твёрдым игроком основного состава и помог своей команде выиграть чемпионат страны. В следующем сезоне Канезин играл редко, но его команда вновь стала чемпионом. В 2013 году отправился в аренду в «Остенде», а в 2014 году подписал с этой командой полноценный контракт. За семь сезонов с этой командой провёл более 200 матчей в разных турнирах, забив 19 голов. Зачастую играл на правом фланге полузащиты, но мог сыграть и в центре.
23 декабря 2019 года, в возрасте 27 лет, перешёл в «Атлетико Паранаэнсе», впервые в карьере подписав контракт с клубом из родной страны. На сайте «Атлетико» игрока представили как «бразильца, но почти бельгийца» — за годы, проведённые в Европе, Канезин получил подданство Бельгии.
Если не считать товарищеских международных турниров, официально за «ураган» Канезин дебютировал 16 февраля 2020 года в матче за Суперкубок Бразилии, в котором его команда уступила «Фламенго» со счётом 0:3. Фернандо вышел на замену в начале второго тайма (при счёте 0:2). В чемпионате штата Парана Фернандо Канезин впервые сыграл 5 марта — «Атлетико Паранаэнсе» обыграл «Рио-Бранко» (Паранагуа) со счётом 1:0. Наконец, 9 августа того же года Канезин дебютировал в чемпионате Бразилии. В матче 1 тура «красно-чёрные» в гостях со счётом 2:0 обыграли «Форталезу».
Выступая в Бельгии, Фернандо Канезин получил опыт игр в Лиге чемпионов и Лиге Европы. 4 марта 2020 года он дебютировал в матче группового этапа Кубка Либертадорес против уругвайского «Пеньяроля» (победа 1:0).
В 2021 году Канезин помог своей команде дойти до финала Южноамериканского кубка, в розыгрыше которого он провёл 10 матчей и забил один гол в ворота «Америки Кали». Кроме того, «красно-чёрные» дошли до финала Кубка Бразилии.

## Титулы и достижения
- Чемпион штата Парана (1): 2020
- Финалист Кубка Бразилии (1): 2021
- Чемпион Бельгии (2): 2011/12, 2012/13
- Финалист Кубка Бельгии (1): 2016/17
- Обладатель Суперкубка Бельгии (1): 2012 (не играл)
- Обладатель Южноамериканского кубка (1): 2021